# 戴德偉
（MP 1948年12月23日—）是一位英国保守黨政治人物，曾任退出歐盟事務大臣、英国下院赫坦普來斯和豪登選區议员。
他在伦敦西南的图厅镇议会庄园地区长大，后读于伦敦图厅的贝克文法学校，25岁时获得伦敦商学院颁发的商业硕士学位，并在跨国农业公司泰莱公司开始了商务职业生涯。1987年38岁时进入国会，当选布斯費里選區选区议员。1994年至1997年，任歐洲事務副大臣，1997年成为枢密院成员。1997年大选由于选区变更，他改任赫坦普來斯和豪登選區選出的英國下議院議員，连任至今。随即担任保守党主席和影子副首相职务。
2003年至2008年，他是迈克尔·霍华德和戴维·卡梅伦的影子内政大臣。戴维斯曾是2001年和2005年保守党领袖的候选人，得票率分别排第四和第二位。2008年6月12日，戴维斯意外地宣布他打算辞去议员职务，其担任的影子内政大臣职务立即被替换;这是为了引发他的议席强制补选，而他打算通过举行一个特定的竞选活动来寻求连任，旨在更广泛地引起公众对于英国公民自由受侵犯的关注。他正式辞去议员的职务后，成为保守党候选人，并在一个月后赢得补选。
2016年7月，在大多数英国选民支持离开欧盟的全民投票之后，戴维斯被新任首相特蕾莎·梅任命为退出欧洲联盟事务大臣，负责谈判英国退出欧盟。他因不滿文翠珊對脱歐的立場，于2018年7月8日辞去退欧大臣一职。

## 早年生活
1948年12月23日戴维斯生于約克，其母贝蒂·布朗为单身母亲，戴维斯最初由外祖父母抚养。他的外祖父瓦尔特·哈里森，是一位富有的拖船船主的儿子，但在加入英国共产党后被家族剥夺了继承权;哈里森在著名的Jarrow March运动后于伦敦发起了饥饿游行运动，不过不允许共产党人参加。戴维斯曾在其母亲过世后见过他的威尔士人亲生父亲一面。他的母亲与波兰犹太裔印刷工罗纳德·戴维斯结婚后，全家搬到伦敦定居，他们最初住在旺兹沃思的“贫民窟”中，后搬到伦敦图厅的地方当局所属房地产。
图厅贝克文法学校的A成绩不足以确保他上大学，所以戴维斯担任过保险推销员，并加入本地陆军（地方自卫队）21特别空勤团服役，以赚钱来补考。1968年，他考取华威大学（理学士分子科学/计算机科学联合学位1968-71）。在沃里克，他是华威大学无线电台的创始成员之一。戴维斯直接从那里升入伦敦商学院，获得商业硕士学位（1971-73），后又在哈佛大学研读高级管理课程（1984-85）。
戴维斯在Tate＆Lyle工作了17年，成为高级管理人员，期间参与重组陷入困境的加拿大子公司Redpath Sugar。他在1988年出版的书《如何将公司扭亏为盈》中分享他的商业经验。

## 政治事业
他在学生时代就活跃参与政治，1973年成为学生保守党联合会全国主席。戴维斯在1987年大选中首次当选为议会议员，成为布斯費里選區选区议员，1997年改为赫坦普來斯和豪登選區选区议员。当议会于1992年投票通过“马斯特里赫特条约”时，他正任政府党鞭，他的鞭策激怒了许多本党右翼的《马斯特里赫特条约》反对者。戴维斯在保守党内的经营最终使他成为外交和联邦事务部主管欧洲事务的副大臣（1994-97）。
他拒绝了时任保守党领袖威廉·黑格提出的影子大臣职位，而选择担任下院公共賬目委員會主席。1999年，戴维斯向下议院提交了“国会控制行政法案”，他建议在下列领域将属于皇家特权的政府级职权转让给下议院：包括签订条约；外交上承认外国政府；欧盟立法；任命大臣、大使和册封贵族；设立皇家委员会；颁布枢密院敕令，除非受下议院决议的规限；行使未由法规规定的行政权力；宣布紧急状态；解散国会。根据英国宪政传统，君主在这些领域虽享有特权，但都需要国会同意。
2003年，戴维斯在他第一次作为影子内阁内政大臣的采访中表示了自己对连环杀人犯处以死刑的支持。作为影子内政大臣戴维斯引用不断上升的成本和自由意志主義问题来调整保守党立场，与工党重新引进身份证计划保持了距离。他通过调整保守党最初的忧虑和弃权的立场，让反对意见最终占上风变得容易。戴维斯认为，必须向公众解释保守党会反对这个这个成本高昂和不可靠的计划。一些评论家也将两位工党政府大臣戴维·布兰克特和Beverley Hughes的辞职归功于戴维斯“剥皮式的声明”。

### 2005年保守党领袖选举
戴维斯作为影子内政大臣参加了2005年保守党领袖选举，他的竞选主管是他的副手影子内政副大臣安德鲁·米切尔。
戴维斯最初是比赛的领跑者，但在那一年的保守党年会上发表了不佳的演讲后，他的竞选被认为失去了优势。然而，参考了前任党领袖威廉·黑格的年会演讲后，竞选主管安德鲁·米切尔说：“黑格发表了一次伟大的演讲，许多人判断比所有其他领袖候选人做得更好。我要说的是，能够在年会上发表出彩的演讲并不是领袖全部的任务，领袖还要完成其他工作。”
在2005年10月18日的第一轮保守党议员投票中，戴维斯获得了62票。由于这不及他所宣布的支持者数量，很明显，戴维斯失势了。博彩公司在前财政大臣肯尼斯·克拉克出局后，将党高层中没有敌人的戴维·卡梅伦视为红人。在2005年10月20日举行的第二轮投票中，大衛·卡麥隆得90票，戴维斯得57票，利亚姆·福克斯以51票垫底出局，因此戴维斯与戴维·卡梅伦进入选举的下一阶段，即全体党员投票。
尽管在领袖选举最后阶段的BBC问题时间节目的一对一辩论中表现抢眼，戴维斯仍不能撼动他对手普遍受欢迎的程度。保守党党员投票选举卡梅伦为保守党新领袖，戴维斯以64398票比134446票落败。卡梅伦在胜利后请戴维斯留任影子内政大臣。

### 公民自由运动
2008年6月12日，戴维斯从影子内阁辞职，并宣布一同辞去议员职务，以便引发强制补选，并就公民自由被侵蚀的问题进行更广泛的社会讨论。2008年6月18日，他正式辞去了下议院议席。他在随后的补选初选中当选保守党候选人。这一决定是在国会以微弱多数通过《反恐怖主义法令》的第二天宣布的，该法令将英格兰和威尔士境内未经指控的恐怖嫌疑犯拘留期限从28天延长到42天。
他以72％的选票赢得连任，打破了几个英国的投票记录;然而，工党和自由民主党都没有提出候选人。正如补选中常见的，选民投票率从前一届大选的70.1%显著下降到34.5％。
在他辞职时，工党议员安迪·伯纳姆发表了演讲，被广泛地解释为错误地暗示戴维斯和当时的公民组织“自由”的主管莎米·查克蕾巴蒂（现任影子总检察长）之间不适当的关系。伯纳姆被迫在法律措施的威胁下公开道歉。
作为後座议员，戴维斯继续争取公民自由。他参加了“现代自由公约”运动，他在运动的最后一天作了主旨发言。他还在2009年的卫报干草节上发表演讲，批评工党的“虚幻追求无法获得安全”，受到绝大多数非保守党人的欢迎。.2009年6月15日，戴维斯与大宪章信托协会在伦敦大学皇家霍洛威学院举办了2009年“大宪章”讲座。
戴维斯还支持公民自由运动小组“老大哥在看着你”，并在2010年1月与工党籍前大臣托尼·本恩官方发布会上面对面交流。2012年，他帮助领导反对允许警察和安全服务扩大对公众的电子邮件和社交媒体通信的监控。他对VICE新闻调查在伦敦部署IMSI（国际移动用户身份）捕获器的调查结果表示关注。
2014年，戴维斯与工党副领袖汤姆·沃特森一起对政府在法院引入《2014年数据保留和调查力法》提出了质疑。尽管戴维斯是一个坚定的欧洲怀疑主义者，并批评了欧洲人权法院的记录，他也反对撤销法院的管辖权，因为这可能会鼓励那些公民自由被侵犯的状况严重得多的国家也这样做。

### 酷刑
在2009年7月7日的下议院辩论期间，戴维斯指责英国政府通过非常规引渡，使恐怖分子Rangzieb Ahmed离开英国（即使政府有证据起诉Ahmed，Ahmed后来被判犯有恐怖主义罪）前往巴基斯坦，据说巴基斯坦三军情报局将接手MI6的工作以便对Ahmed进行折磨。戴维斯进一步指责这是政府试图塞住Ahmed的口，阻止他被继续关押在英国后提出他的指控。
戴维斯说，“有人要求Ahmed放弃他受酷刑的指控：如果他这样做，就可以减刑，还能得到一些钱。如果这个要求是真的，坦率地说是骇人听闻的。这至少是政府竞争策略导致的权力和资金的犯罪性滥用，更严重的是破坏了司法程序。”
戴维斯签署了一封给《卫报》的公开信，谴责英国及其盟国隐瞒英国参与秘密审判背后的移交和酷刑。

### 2010年联合政府
2010年5月大选之后，出现了一个悬置国会，因此戴维·卡梅伦想邀请戴维斯和其他党内重量级人物，如迈克尔·霍华德和伊恩·邓肯·史密斯到他的保守党 - 自由民主党联合内阁任职。然而，戴维斯拒绝加入政府并且仍然批评政府对学费的立场。他于2012年3月在英国广播公司的采访中对联合政府作出批判性评论。根据乔治·奥斯本在2014年的预算案，戴维斯在保守党女性网站刊文，呼吁向单亲家庭增加津贴。

### 退欧大臣
在特蕾莎·梅称为首相之后，2016年7月13日，戴维斯被任命为退出欧盟大臣，为梅内阁最先公布的成员。。他随后在保守党之家网站发表了他对于脱欧进程的初步想法。作为退出欧盟大臣，戴维斯宣布，国会将采取行动，将欧盟法律转化为英国法律，作为英国退欧进程的一部分。2017年9月6日，欧盟委员会公布了欧盟首席英国脱欧谈判代表米歇尔·巴尼尔在七月份与戴维斯的首轮谈判的会议纪要。巴尼尔对戴维斯关于谈判的承诺表示担忧（戴维斯去布鲁塞尔参加每轮谈判的开始和结束，但并没有在那里多做停留）。
戴维斯在2017年11月承认，与欧盟的谈判是困难的，但他呼吁欧洲国家不要“把政治置于繁荣之上”，还暗示像德国这样的国家会损害其本国经济。他责备德国和法国阻挠贸易谈判。戴维斯还认为，英国和欧盟应该达成比“任何之前欧盟同意的”更全面的自由贸易协议。
一些政治人物愤怒于戴维斯提交给英国下议院脱欧专责委员会递交的英国脱欧对58个经济部门的潜在影响的报告，该报告在提交之前进行了严格删订。他们坚持戴维斯——而且暗示特雷莎·梅政府——选择无视国会议员们有约束力要求全面提供信息的一致投票。戴维斯发表了似乎与他早先将会进行影响分析的保证相矛盾的言论，他曾表示，政府并没有对英国离开欧盟后会发生什么事情作出任何经济预测。
戴维斯在2017年12月表示，他不需要“非常聪明”或“非常了解”就可以胜任英国退欧大臣的工作。许多英国民众认为这一点在其任职的18个月里已经十分明显了，因此需要澄清。

## 私人生活
戴维斯与他的妻子多琳相识于华威大学。他们育有三个孩子。